# Marco Popilio Lenate (console 139 a.C.)
Marco Popilio Lenate (in latino Marcus Popillius Laenas; ... – II secolo a.C.) è stato un politico romano, figlio di Marco Popilio Lenate, console del 173 a.C..

## Biografia
Gli inizi della carriera politica sono relativamente sconosciuti. Fece parte di una delegazione inviata in Liguria in seguito a richieste degli abitanti di Massilia.
Nel 146 a.C. partecipò ad una ambasciata inviata a Corinto, città in seguito distrutta da Gneo Lucio Mummio.
Nel 139 a.C. fu eletto console insieme a Gneo Calpurnio Pisone.
Ottenuta la provincia proconsolare dell'Hispania Citerior, richiese alla città di Numanzia la resa delle armi. Gli abitanti si dimostrarono contrari ed inviarono una delegazione a Roma esigendo la ratifica del trattato firmato dal suo predecessore Quinto Pompeo Aulo. Il senato romano decise di continuare la guerra e Lenate iniziò l'assedio della città, subendo ingenti perdite.
In seguito Lenate rafforzò l'esercito di Quinto Servilio Cepione, governatore in Lusitania. Nel 137 a.C. fu rimpiazzato da Gaio Ostilio Mancino.